# Національний парк Кала Чітта
Національний парк Кала Чітта — національний парк, розташований в районі Атток, Пакистан.
Парк є частиною хребта Кала Чітта на плато Потогар. Парк займає площу приблизно 16 948 га.

## Клімат і температура
Місцевість являє собою поєднання пагорбів і рівнин. У регіоні сувора температура з мінімальною температурою 17,92° C у січні та максимальною температурою 41° C у червні. Опадів тут мало — 650 мм на рік.

## Тваринний і рослинний світ
Ця територія є сухим помірним лісом із рослинністю та домінуючими видами Acacia, Dalbergia sissoo, Justicia adhatoda, Dodonaea viscosa та Olea europaea subsp. cuspidata.
Найпоширенішими тваринами в районі є індійський леопард, газель індійська, сіра куріпка та дрохва.